# Turów Kraftværk
Turów Kraftværk er et kulkraftværk nordvest for Bogatynia, Polen, tæt på grænsen til Tyskland. Kraftværket, der drives af statsejede Polska Grupa Energetyczna via Oddział Elektrownia Turów, bruger brunkul udvundet fra den nærliggende Turów-kulmine. Driften på anlægget begyndte i 1962. Fra 2021 leverede det 5 % af Polens elektricitet og er den eneste leverandør af varme og varmt vand til hospitaler, skoler og hjem i Bogatynia.